# Большое Кочурово
Большое Кочурово (каз. Большое Кочурово) (Большое Кочарово)  — пересыхающее озеро (болото) в Узункольском районе Костанайской области Казахстана. Находится в 3 км к северо-востоку от села Песчанка.
По данным топографической съёмки 1944 года, площадь поверхности озера составляет 1,69 км². Наибольшая длина озера — 2,1 км, наибольшая ширина — 1,4 км. Длина береговой линии составляет 6,8 км, развитие береговой линии — 1,46. Озеро расположено на высоте 159 м над уровнем моря.